# Cratere Yun Sǒn-Do
Yun Sǒn-Do  è un cratere sulla superficie di Mercurio.